# Тесей (повесть)
«Тесей» — детская повесть Алексея Рябинина о Тесее — мифологическом персонаже. Была опубликована в 2018 году. Это вторая книга автора в трилогии его пересказов древнегреческих мифов. Две другие: «Яблоко раздора» (2016) и «Загадка Сфинкса» (2019).

## Сюжет
Повесть «Тесей» начинается с событий, которые предшествовали знакомству родителей Тесея. В городе Трезен на полуострове Пелопоннес правит царь Питфей. У Питфея есть дочь Эфра. Однажды к царю Питфею в гости приехал афинский царь Эгей, обеспокоенный отсутствием у него наследника. Посетив Дельфийского оракула, Эгей услышал странное пророчество и, чтобы понять его смысл, обратился к царю Трезена, известному своей мудростью. Питфей сказал, что ему нужно время на толкование, а сам устроил пир в честь гостя, во время которого женил очень пьяного Эгея на Эфре.
Через несколько месяцев Эгей, так и не получив помощи от Питфея, решил оставить свою беременную жену и вернуться в Афины. В один из валунов он положил меч, чтобы его отпрыск, когда подрастёт, вытащил его и вместе с мечом приехал к нему. Так Эгей смог бы узнать своего сына или дочь.
Питфей решил сгладить ситуацию и пустил слух, что мужем его дочери был не Эгей, а сам Посейдон в обличье афинского царя. Когда у Эфры родился мальчик, его назвали Тесеем, и местные жители стали считать его сыном Посейдона. Геракл научил Тесея обращению с оружием и рукопашному бою. Когда Тесей исполнилось 16 лет, Эфра рассказала ему о его отце. Тесей, вытащив отцовский меч из-под валуна, решил отправиться в Афины.

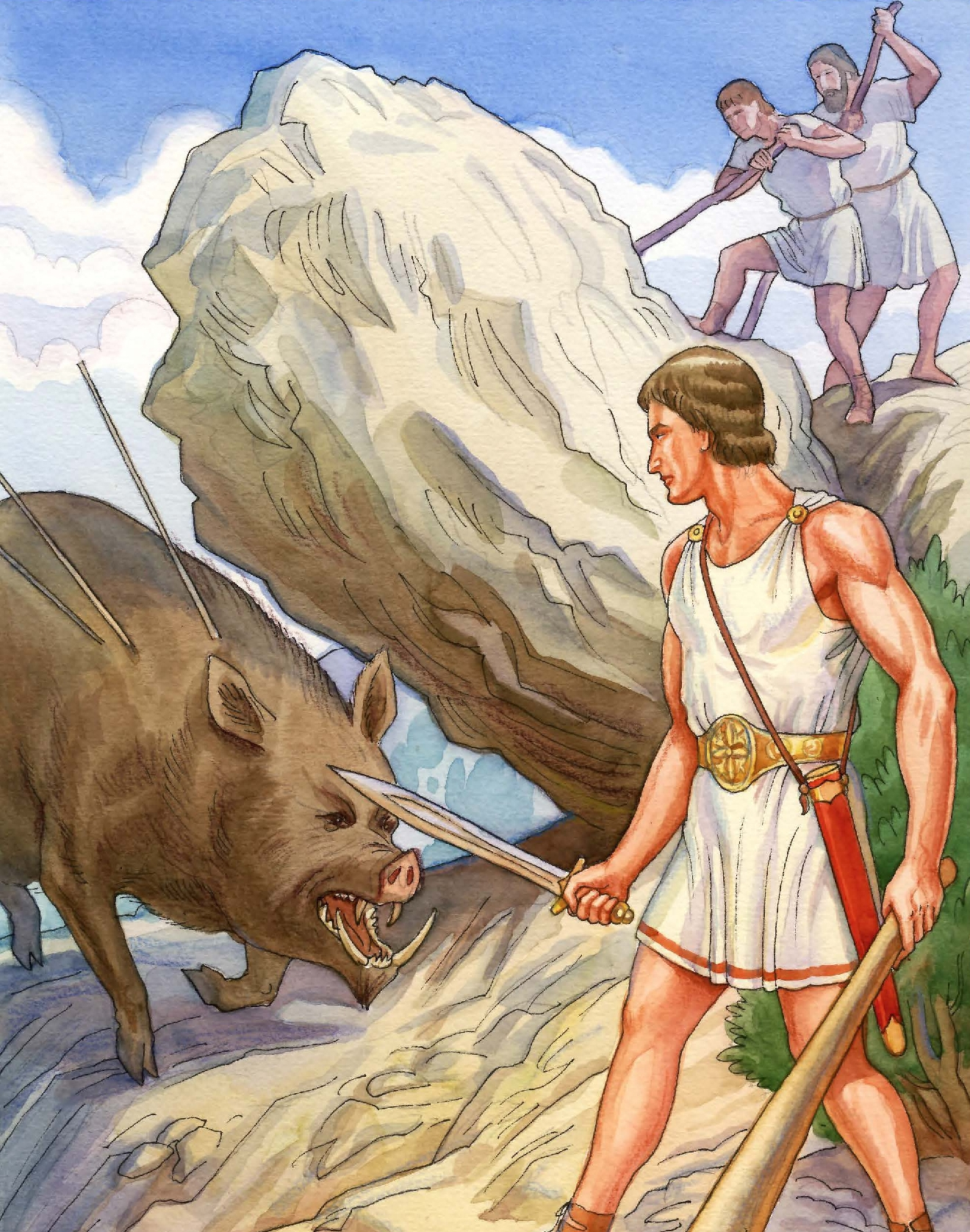
Кроммионская свинья. Иллюстрация из книги А. В. Рябинина «Тесей»

Для своего путешествия он выбрал опасный сухопутный путь через Истм, где путешественников могли подстерегать разбойники. Так и случилось. Сначала Тесей встретил Перифета — злодея, который нападал на одиноких путников и убивал их ударом дубины. Затем Тесей встретил Синиса, который жил на Коринфский перешейке. Синис привязывал своих жертв к двум согнутым деревьям, которые затем отпускал, и несчастные погибали ужасной смертью. Затем, в селе Кроммион Тесей победил Кроммионскую свинью, которая месяцами держала в страхе местных жителей. Двигаясь вдоль морского побережья, Тесей встретил старца по имени Скирон и, приняв его за разбойника, столкнул с обрыва. По дороге в Афины Тесей заехал в Элевсис — город, овеянный дурной славой из-за жестокости своего правителя Керкиона. Поединок между Керкионом и Тесеем принёс победу Тесею, и город был освобожден от жестокого правителя. Затем неподалеку от Афин на пути Тесея встретился Прокруст — злодей, заманивавший путников на своё каменное ложе и затем убивавший их. Тесей расправился и с этим разбойником его же способом.
Жители Афин знали о подвигах Тесея ещё до появления юноши в городе, и даже царь Эгей захотел увидеть загадочного героя. Во время их встречи Эгей не узнал в Тесее своего сына, но о том, что они родственники, догадалась новая жена Эгея — волшебница Медея. Она сделала всё, чтобы Эгей уничтожил Тесея, но во время пира в честь нового героя, Эгей понял, кем на самом деле является Тесей. Тесей стал наследником царского трона. Он сумел победить Палланта и его потомков, подружился с сыном царя племени лапифов Пирифоем . Тесей решил победить Минотавра — получеловека-полубыка, который жил на острове Крит в Лабиринте, и отменить дань, которую раз в 9 лет Афины платили Криту, отправляя на гибель молодых девушек и юношей. На помощь Тесею пришла дочь Миноса, правителя Крита — Ариадна, на которой Тесей пообещал жениться. Тесей сумел победить Минотавра, но Ариадна погибла, когда они спасались от погони.
Для объединения людей, проживающих в Аттике, Тесей распустил местные власти и создал совет, в который вошли представители общин. Тесей побывал в Фессалии на свадебных торжествах своего друга Пирифоя и его невесты Гипподамии, во время которых состоялась битва лапифов с кентаврами. После этого Тесей решил, что ему также время жениться и решил похитить одну из амазонок — Антиопу, которая оказалась дочерью царицы. Тесей и Антиопа поженились. Тесей заступился за детей Геракла, которых преследовал аргосский царь Эврисфей .
Тесей основал Истмийские игры — масштабные спортивные соревнования, которые включали в себя также соревнования между поэтами и музыкантами. Брак Тесея и Антиопы был счастливым, у них родился сын Ипполит . Когда Антиопа умерла, Тесей решил жениться вторично, на Федре — младшей дочери Миноса и сестре Ариадны. Федра плохо относилась к Ипполиту, её поведение было странным. Плетя интриги, она заставила Ипполита поехать в Трезен, а когда он в спешке возвращался, произошел несчастный случай — юноша сорвался со скалы и погиб.
Однажды Пирифой решил похитить богиню Персефону из подземного царства и попросил принять участие в этом Тесея. Путешествие Тесея и Пирифоя была неудачным — в результате они оба оказались закованными в кандалы Аидом На помощь им поспешил Геракл, но смог спасти только одного из пленников — Тесея.
Через несколько веков после описываемых событий состоялась Марафонская битва . Армия персидского царя Дария пошла в наступление на греческие города. Афинское войско значительно уступало в численности, и вероятность поражения была очень большой. Когда положение стало критическим, на помощь к эллинам пришел человек. Его огромная фигура казалась тёмной даже при свете дня. Воины признали в нём Тесея, вмешательство которого помогло остановить и победить персов.

## Издания
- Рябинин А. В. Тесей: История древних богов, богинь, царей и богатырей. — СПб .: Издательство «Антология», 2018. — 216 с. ил. ISBN 978-5-6040037-6-3
- В 2020 году был опубликован перевод книги на украинский язык в электронном виде.

## Критика
Как и первая часть трилогии, «Тесей» в целом был тепло встречен критиками . Автор остался верен выбранной в «Яблоке раздора» концепции, до мелочей в оформлении. Был сохранён и подзаголовок «Сказка про древних богов, богинь, царей и богатырей», который стал главной мишенью критиков первой книги цикла, — ведь миф отличается от сказки, а «богатырей» античная культура не знает. Однако, в своём отзыве на «Тесея» литературный обозреватель Елизавета Гончарова находит причину несоответствия: «Недаром Рябинин называет „Тесея“ сказкой, а не сборником мифов, ведь повествование адаптировано для восприятия детей и подростков». На презентации книги автор подтвердил, что подзаголовок был введён исключительно с целью привлечения детской аудитории
Книжный критик Дмитрий Гасин в своем обзоре ставит книги Рябинина «Яблоко раздора» и «Тесей» в один ряд с известными переводами греческих мифов — «Легенды и мифы Древней Греции» Николая Куна и «Занимательная Греция» Михаила Гаспарова, а по языку изложения сравнивает их с «Голубой книгой» Михаила Зощенко. Также Гасин обращает внимание на то, что Рябинин, придерживаясь точности изложения мифов, всегда оставляет юному читателю только наиболее «безопасные» аспекты истории: «Взрослых интересуют подробности рождения Минотавра и всё о Пасифаи, — уж такие мы испорченные люди, — а детей интересует, как Тесей технически этого „главного босса“ царства Миноса заборол и как потом выбрался из Лабиринта». Важными преимуществами книги Гасин называет стиль изложения, максимально приближенный к современной литературе, удачное снижение лексики, с избеганием при этом неуместных в детской литературе цинизма и иронии, построение логичной истории «сказки» на бессистемном и многовариантном мифологическом материале, введение в свой рассказ близких и понятных для ребенка ориентиров (отсюда же «богатыри»).
По мнению писателя Олега Жданова, таким осовремениванием Рябинин «лишает мифы лишней патетики и возвращает их первоначальное значение». Главный герой предстаёт объёмным и многогранным:

С определенной точки зрения книгу можно даже назвать биографией Тесея из серии «Жизнь замечательных полубогов». Однако наш герой говорит и думает …, а его жизнь состоит не только из череды побед над разбойниками, кентаврами и минотавром. Собственно, простота и объемность нового прочтения мифологического корпуса, посвященного Тесею, делают героя понятным, близким и осязаемым. Он герой своего времени также как Печорин и супергерои Марвел. Он неоднозначен и притягателен, а его жизнь — это детектив, триллер и семейная сага.
— Олег Жданов
Эту мысль развивает писатель и историк Алекс Громов:

Тесей представлен не только как храбрец, но и создатель афинского государственного устройства… Он разрабатывает свод законов…, устанавливает порядок назначения на ключевые должности…. А потом отказывается от царского звание, сохранив за собой лишь должность верховного военачальника. Поступок не менее отважный, чем решение… в одиночку отправиться пешком через неспокойный Истм в Афины.— Алекс Громов